# Bahnhof Sakuragichō
Der Bahnhof Sakuragichō (jap. 桜木町駅, Sakuragichō-eki) ist ein Bahnhof auf der japanischen Insel Honshū. Er befindet sich in der Präfektur Kanagawa auf dem Gebiet der Stadt Yokohama, genauer im Bezirk Naka-ku. Sakuragichō ist einer der ältesten Bahnhöfe des Landes und war von 1872 bis 1915 der Hauptbahnhof Yokohamas. Heute ist er ein Umsteigeknoten zwischen der Eisenbahn und der U-Bahn Yokohama.

## Verbindungen
Sakuragichō ist ein Zwischenbahnhof und früherer Kopfbahnhof an der Negishi-Linie, die im benachbarten Bahnhof Yokohama mit der Keihin-Tōhoku-Linie verbunden ist und durch die südlichen Stadtteile führt. Durchgehende Nahverkehrszüge verbinden Ōmiya in der Präfektur Saitama mit Tokio, Shinagawa, Yokohama und Ōfuna. Ebenso besteht eine enge Verknüpfung der Negishi-Linie mit der Yokohama-Linie: Dabei werden werktags zwischen 9 und 15 Uhr sowie an Wochenenden zwischen 9 und 17 Uhr drei Eilzüge je Stunde angeboten, die von Sakuragichō über Yokohama und Higashi-Kanagawa nach Hachiōji verkehren; hinzu kommen Nahverkehrszüge von Sakuragichō nach Hashimoto (wobei während der Hauptverkehrszeit vereinzelt ab und bis Ōfuna gefahren wird). Somit wird Sakuragichō an Werktagen tagsüber von bis zu 14 Zügen je Stunde bedient (bis zu zehn in südlicher Richtung), während der Hauptverkehrszeit von bis zu 20 (bzw. 14) je Stunde.
Die vom Verkehrsamt der Stadt Yokohama betriebene Blaue Linie der U-Bahn verkehrt von ca. 5:30 bis 0:30 Uhr, je nach Tageszeit sieben bis 13 Mal stündlich. Neben dem östlichen Bahnhofsvorplatz befindet sich ein Busbahnhof, von dem aus mehr als 40 Linien des Verkehrsamtes sowie der Gesellschaften Fuji Express, Keikyū Bus, Kanagawa Chūō Kōtsū und Sōtetsu Bus verkehren. Hinzu kommen weitere sechs Linien des Verkehrsamtes und von Fuji Express, die auf der Straße vor dem Westeingang halten.

## Anlage
Der Bahnhof steht inmitten des zentralen Stadtteils Sakuragichō, der zum Bezirk Naka-ku gehört. In der Nähe befinden sich der Hafenbezirk Minato Mirai 21 und zahlreiche bekannte Sehenswürdigkeiten. Dazu gehören das Hafenmuseum, der Nippon Maru Memorial Park, der Nogeyama-Zoo, das Pacifico Yokohama, die Yokohama Cosmo World und der Yokohama Landmark Tower. Die auf einem Viadukt befindliche Anlage ist von Nordwesten nach Südosten ausgerichtet und besitzt drei Gleise, die alle dem Personenverkehr dienen. Sie liegen an zwei vollständig überdachten Mittelbahnsteigen. An ihrer Innenseite erschließen sie gemeinsam das mittlere Gleis, um so die Fahrgastwechselzeit der hier wendenden Züge zu beschleunigen (spanische Lösung). Der Durchgangsverkehr wird an den Außenseiten der Bahnsteige abgewickelt.
Das mittlere Gleis endet am südlichen Ende der Anlage stumpf. Etwas mehr als einen halben Kilometer nordwestlich des Bahnhofs zweigt die Takashima-Linie ab, die ausschließlich dem Schienengüterverkehr dient. Sie ist eine Zweigstrecke der Tōkaidō-Güterlinie, erschließt den Hafen von Yokohama und führt bis nach Tsurumi. Das Empfangsgebäude ist unter dem Viadukt angeordnet und von beiden Seiten her zugänglich; Treppen, Aufzüge und Rolltreppen führen hinauf zu den Bahnsteigen. An das Empfangsgebäude angebaut ist das Einkaufszentrum CIAL Sakuragichō, das einer Tochtergesellschaft von JR East gehört und 35 Läden umfasst.
Vor der Ostseite des Bahnhofs erstreckt sich ein ausgedehnter verkehrsfreier Platz. Von dort aus führt ein überdachter Fahrsteig zum Landmark Tower. Eine Fußgängerunterführung führt seit 1999 unter der westlich angrenzenden Präfekturstraße 16 zum Einkaufs- und Freizeitzentrum Pio City (ぴおシティ). Dessen drittes Untergeschoss dient als Verteilerebene der U-Bahn-Station Sakuragichō. Ein Stockwerk tiefer halten die Züge der Blauen Linie an einem Mittelbahnsteig, der mit Bahnsteigtüren ausgestattet ist.
Im Fiskaljahr 2018 nutzten durchschnittlich 110.084 Fahrgäste täglich den Bahnhof. Davon entfielen 71.160 auf JR East und 38.924 auf die U-Bahn.

## Bilder

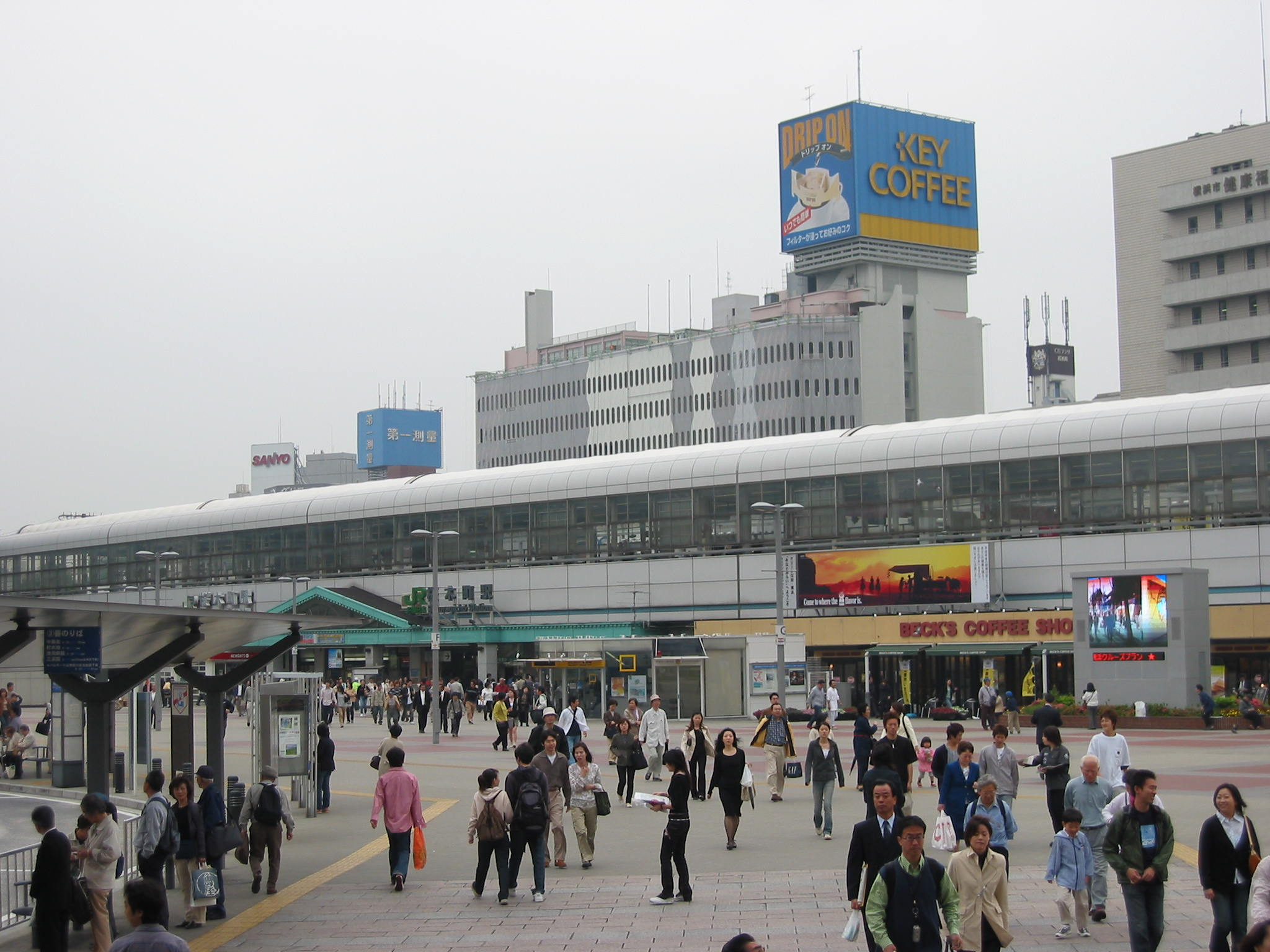
Bahnhofsvorplatz
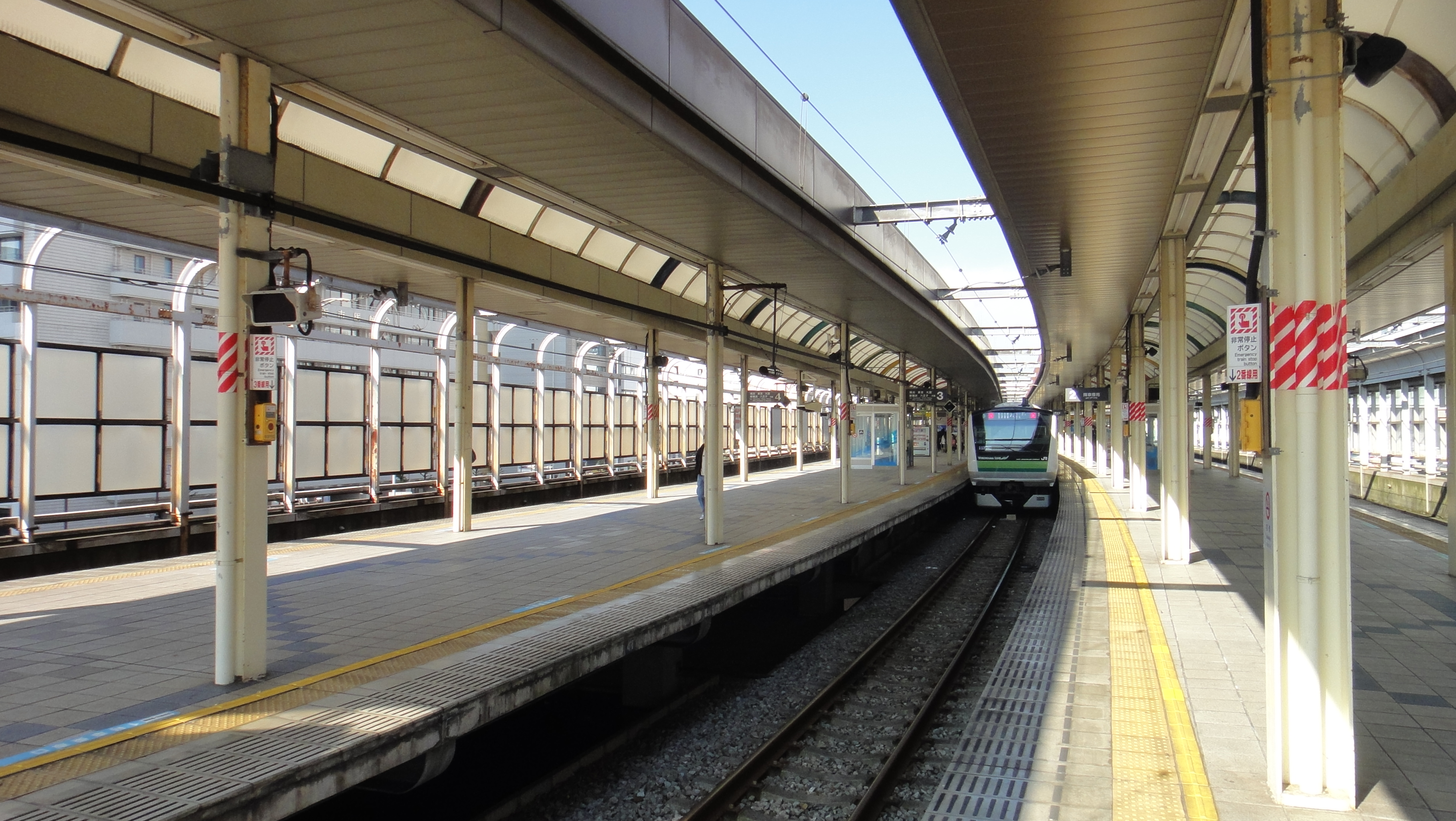
Blick auf die Bahnsteige
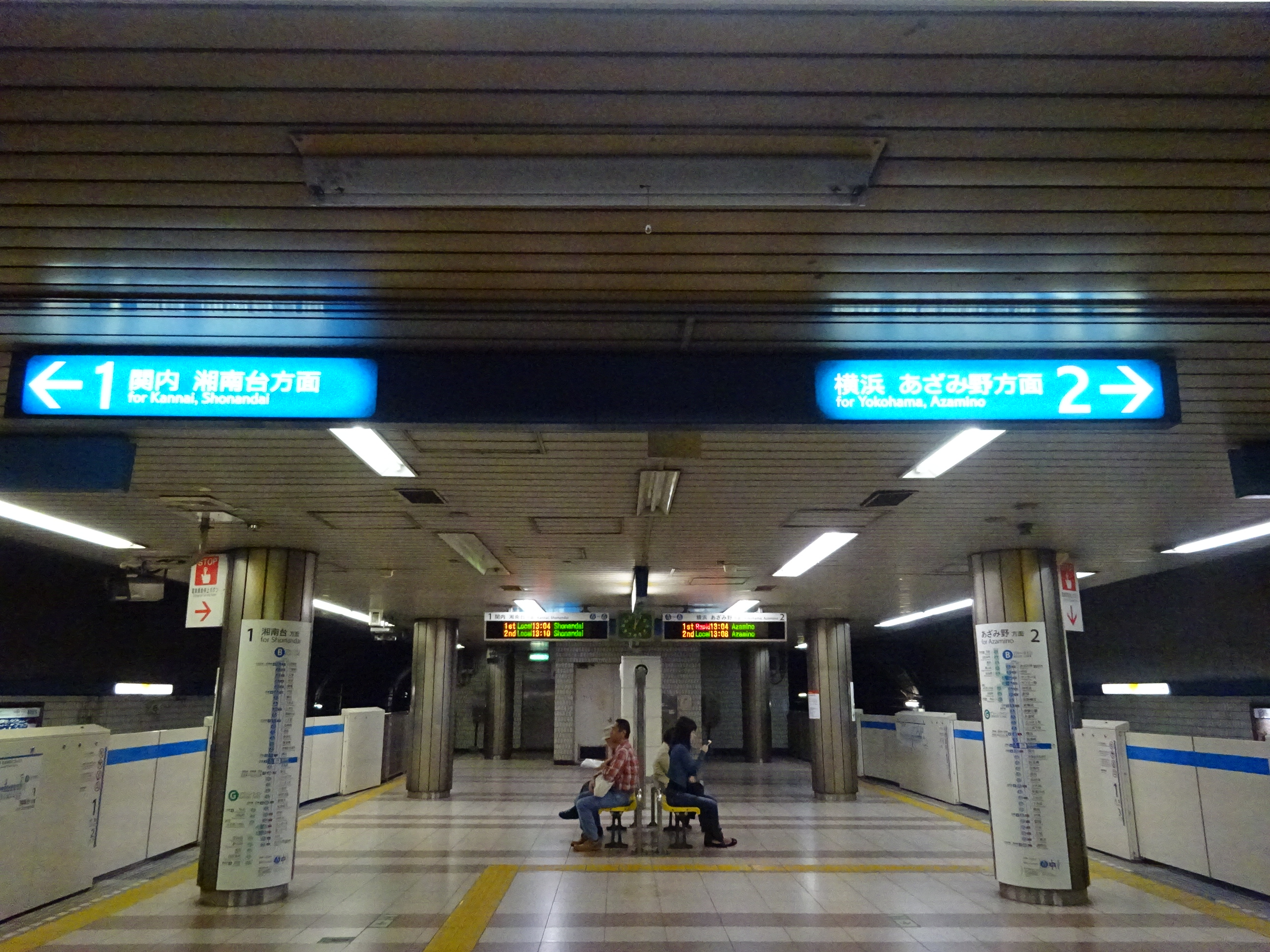
U-Bahnhof
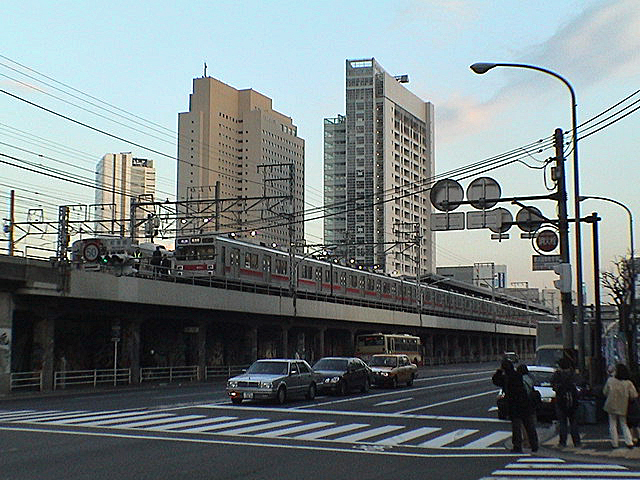
Ehemaliger Tōkyū-Bahnhof kurz vor der Schließung (2004)

## Gleise
Eisenbahn
| 1   | ▉ Negishi-Linie       | Isogo • Ōfuna                 |
| 2   | ▉ Negishi-Linie       | (nur zum Aussteigen)          |
| 3/4 | ▉ Keihin-Tōhoku-Linie | Yokohama • Tokio • Ōmiya      |
| 3/4 | ▉ Yokohama-Linie      | Yokohama • Machida • Hachiōji |

U-Bahn
| 1 | ▉ Blaue Linie | Kamiōoka • Totsuka • Shōnandai     |
| 2 | ▉ Blaue Linie | Yokohama • Shin-Yokohama • Azamino |

## Linien
| Verlauf der Keihin-Tōhoku-Linie / Negishi-Linie |
| --- |
| Ōmiya • Saitama-Shintoshin • Yono • Kita-Urawa • Urawa • Minami-Urawa • Warabi • Nishi-Kawaguchi • Kawaguchi • Akabane • Higashi-Jūjō • Ōji • Kami-Nakazato • Tabata • Nishi-Nippori • Nippori • Uguisudani • Ueno • Okachimachi • Akihabara • Kanda • Tokyo • Yūrakuchō • Shimbashi • Hamamatsuchō • Tamachi • Takanawa Gateway • Shinagawa • Ōimachi • Ōmori • Kamata • Kawasaki • Tsurumi • Shin-Koyasu • Higashi-Kanagawa • Yokohama • Sakuragichō • Kannai • Ishikawachō • Yamate • Negishi • Isogo • Shin-Sugita • Yōkōdai • Kōnandai • Hongōdai • Ōfuna |

## Geschichte

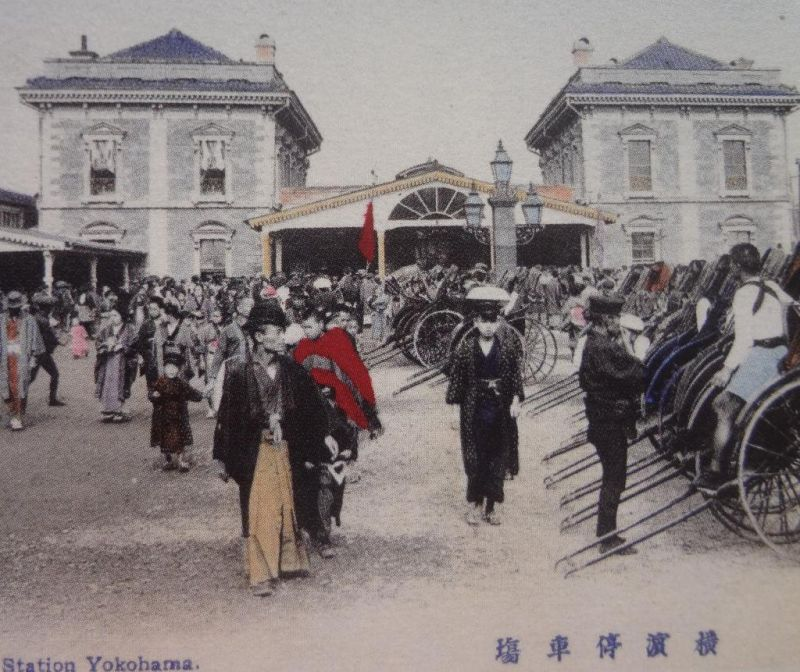
Ansicht von 1872

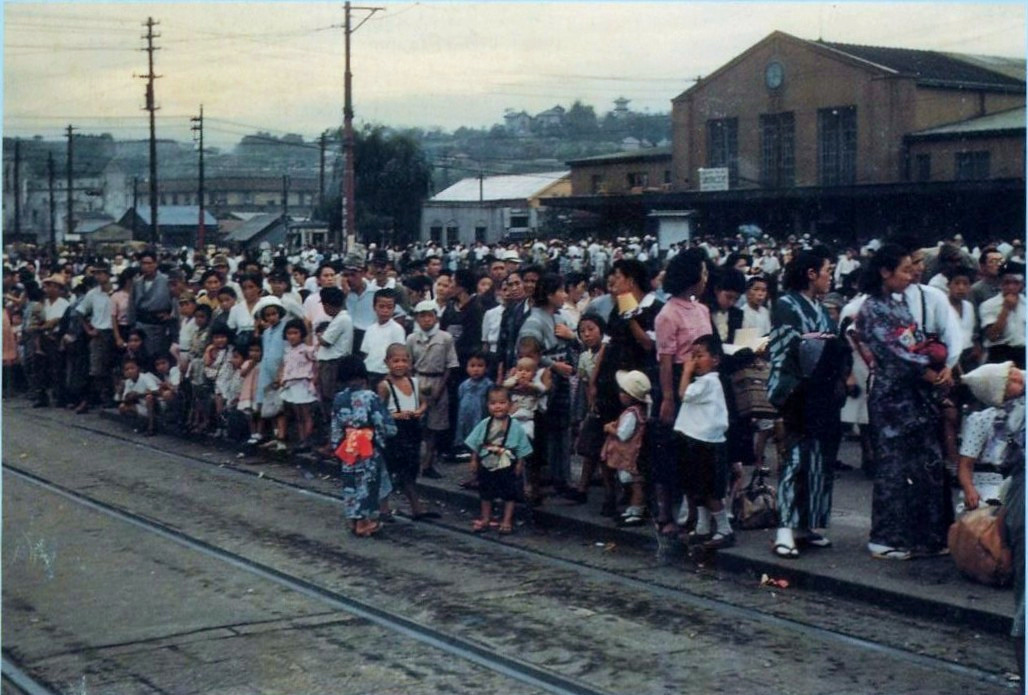
Straßenbahnhaltestelle vor dem Bahnhof (1946)

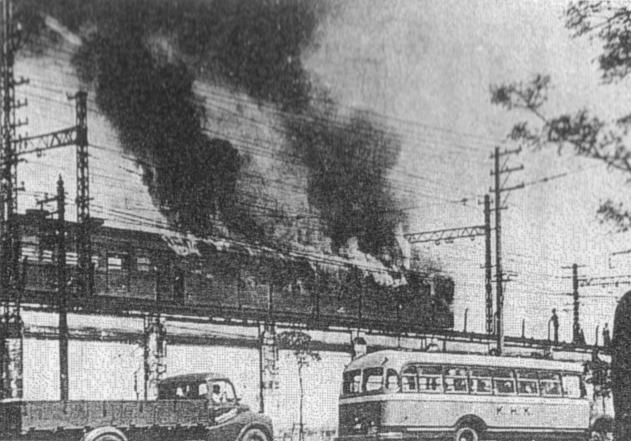
Zugbrand vom 24. April 1951

Der britische Ingenieur Edmund Morel begann im April 1870 mit der Vermessung der ersten Bahnstrecke Japans. Dabei legte er Shimbashi in Tokio und Sakuragichō in Yokohama als Endpunkte der 29 km langen Verbindung fest. Der Bahnhof befand sich damals unmittelbar am Ufer der Bucht von Tokio und ein Bahndamm schnitt eine Nebenbucht ab; erst später entstanden neue Stadtteile durch Landgewinnung. Die provisorische Inbetriebnahme des vom amerikanischen Architekten Richard Bridgens entworfenen Kopfbahnhofs Yokohama erfolgte am 12. Juni 1872, zusammen mit dem Streckenabschnitt nach Shinagawa. Am 14. Oktober 1872 eröffnete Kaiser Meiji offiziell den ersten Teil der später so bezeichneten Tōkaidō-Hauptlinie, die nun bis nach Shimbashi reichte. Der Güterverkehr wurde am 15. September 1873 aufgenommen. Die staatliche Eisenbahnverwaltung eröffnete am 11. Juli 1887 den Streckenabschnitt nach Kōzu. Am 31. August 1898 folgte die Inbetriebnahme einer Abkürzungsstrecke, sodass zahlreiche Züge nicht mehr im Kopfbahnhof wendeten.
Die Eröffnung der elektrischen Keihin-Linie im Dezember 1914 erforderte eine Neuordnung des Bahnverkehrs. Beim heutigen U-Bahnhof Takashimachō entstand ein neuer Hauptbahnhof, der am 15. August 1915 in Betrieb ging. Am selben Tag erhielt der Kopfbahnhof Yokohama den Namen Sakuragichō. Der Güterverkehr wurde am 30. Dezember 1915 eingestellt, um mehr Platz für den Vorortsverkehr auf der am selben Tag bis hierhin verlängerten Keihin-Linie zu schaffen. Infolge des Großen Kantō-Erdbebens am 1. September 1923 brannte der Bahnhof vollständig nieder. Der daraufhin errichtete Neubau konnte 1927 eröffnet werden. Ein Jahr später bezog der ebenfalls beim Erdbeben zerstörte Hauptbahnhof Yokohama seinen heutigen Standort, weshalb die Zufahrt nach Sakuragichō angepasst werden musste. Die private Bahngesellschaft Tōkyū Dentetsu verlängerte am 31. März 1932 die Tōyoko-Linie vom bisherigen Endpunkt Takashimachō bis hierher, zunächst aber nur eingleisig. Ein zweites Gleis stand ab 10. September 1956 zur Verfügung.
Am 24. April 1951 ereignete sich bei der Einfahrt eines Zuges der Keihin-Linie in den Bahnhof ein schwerer Unfall, bei dem 105 Menschen ums Leben kamen. Ein beschädigtes Stück Oberleitung hatte sich im Stromabnehmer verfangen und auf dem Zugdach ein Feuer ausgelöst. Es zerstörte in den ersten Wagen den Druckluft-Öffnungsmechanismus der Türen, worauf die Fahrgäste eingeschlossen waren (mehr dazu in diesem Artikel). Die Japanische Staatsbahn baute den Kopfbahnhof in den frühen 1960er Jahren zu einem Durchgangsbahnhof um und eröffnete am 19. Mai 1964 das Teilstück zwischen Sakuragichō und Isogo. Der Streckenabschnitt Yokohama–Sakuragichō war nicht mehr Teil der Tōkaidō-Hauptlinie und der Keihin-Tōhoku-Linie, sondern gehörte fortan zur neu eingeführten Negishi-Linie. Mit der Eröffnung einer Zweigstrecke der im Hafengebiet verlaufenden Takashima-Linie am 1. Juni desselben Jahres kehrten nach fast einem halben Jahrhundert Güterzüge nach Sakuragichō zurück.
Der Bahnhof erhielt Anschluss ans U-Bahn-Netz, als das städtische Verkehrsamt am 4. September 1976 einen Abschnitt der Blauen Linie zwischen den Stationen Yokohama und Isezaki-Chōjamachi eröffnete. Im Rahmen der Staatsbahnprivatisierung ging der Bahnhof am 1. April 1989 in den Besitz der neuen Gesellschaft JR East über. Diese setzte den zuvor begonnenen Neubau des Bahnhofs fort und schloss 1989 die Arbeiten ab. Die Tōkyū Dentetsu zog die Tōyoko-Linie am 30. Januar 2004 aus Sakuragichō zurück und begann zwei Tage später ihre Züge auf die neue Minatomirai-Linie zu leiten, die im Bahnhof Yokohama beginnt. Die Stadtverwaltung ließ den nicht mehr benötigten Viadukt der Tōkyū Dentetsu zu einer urbanen Grünfläche umgestalten und machte ihn zwischen 2006 und 2011 als Tōyoko Flower Green Road der Öffentlichkeit zugänglich. Anstelle des ehemaligen Tōkyū-Bahnhofs entstand das Einkaufszentrum CIAL Sakuragichō, das seine Tore am 16. Juli 2014 öffnete.